# Mad Max (пісня)
«Mad Max» — пісня американських реперів Lil Durk та Future з п'ятої компіляції Only the Family Loyal Bros 2, виданої 16 грудня 2022 р.

## Критичні відгуки
Прізі Браун з Vibe схвально оцінив «Mad Max» як один з перших треків Loyal Bros 2, описавши Дерка як такого, що «миттєво задає тон, перш ніж дозволити артистам свого лейблу розшаліти».
У змішаному огляді альбому Пітер А. Беррі з HipHopDX похвалив «Mad Max» як один з «моментів, коли Loyal Bros 2 „підіймається“», написавши: «У „Mad Max“ Дерк використовує бурмотливу загрозу Future на свою користь, атакуючи потужні 808-ті з погрозами, настільки злісними й прямими, що ви майже відчуваєте, як він насміхається з вас. Назва пісні, ймовірно, не є прямим посиланням на однойменну стрічку, але трек, з його зловісними акордами й захопливим гуком, звучить як саундтрек до війни в пустелі».

## Контроверсійність
У грудні 2022 року пісня привернула увагу громадськості через слова Дерка, що стосувалися справи репера Young Thug, пов'язаної з РІКО: «Я міг би бути частиною РІКО, я подзвонив Таґу й розповів про кожного ніґера, якого я застрелив» (англ. «I could've been part of the RICO, I called Thug and told him every nigga I shot»).

## Відеокліп
Прем'єра відео сталася 19 січня 2023 року. Режисер: DrewFilmedIt. Є омажем ямайському фільму «Shottas» (2002). У кліпі Дерк і Future планують пограбування в Маямі. Дія розгортається від Ямайки й до Маямі, перемежовуючись кадрами виступів реперів перед великою будівлею. Показано як оточення Дерка вбиває ворогів у балаклавах зі штурмових гвинтівок.

## Чартові позиції
| Чарт (2022)                                    | Найвища позиція |
| ---------------------------------------------- | --------------- |
| New Zealand Hot Singles (RMNZ)                 | 36              |
| США Bubbling Under Hot 100 Singles (Billboard) | 1               |
| США (Hot R&B/Hip-Hop Songs) (Billboard)        | 36              |

## Сертифікації
| Регіон                                                      | Сертифікація | Продажі |
| ----------------------------------------------------------- | ------------ | ------- |
| США (RIAA)                                                  | Золотий      | 500 000 |
| продажі+прослуховування, що базуються лише на сертифікаціях |              |         |